# 2016年アジアラグビーチャンピオンシップ
2016年アジアラグビーチャンピオンシップ（2016ねんアジアラグビーチャンピオンシップ、英語: 2016 Asian Rugby Championship）は、アジアラグビーによるラグビーユニオンの国際大会。アジアラグビー主催の大会であり、2015年より発足したアジアラグビーチャンピオンシップの第2回目の大会である。
アジアラグビー加盟32協会から25カ国が参加し、3つのディビジョンに分かれて争われた。最上位のディビジョンは「トップ3」と呼ばれ、2015年アジアラグビーチャンピオンシップの上位2カ国および入替戦（トップ3チャレンジ）に勝利した1カ国の計3カ国により、ホーム・アンド・アウェー方式の2回戦総当たりリーグ戦形式で実施された。その下にはディビジョン1、ディビジョン2、ディビジョン3が置かれ、ディビジョン3は東地区、東南地区、中南地区、中西地区、西地区の5地区制で開催された。昇降格制度を有しており、この大会の成績をもとに2017年大会に対する昇降格が決められた。

## 出場国
2016年アジアラグビーチャンピオンシップの出場国は、次の通り。
トップ3
- 日本（2015年トップ3、優勝）
- 香港（2015年トップ3、準優勝）
- 韓国（2015年トップ3、3位）

ディビジョン1
- スリランカ（2015年ディビジョン1、1位）
- フィリピン（2015年ディビジョン1、2位）
- シンガポール（2015年ディビジョン1、4位）
- マレーシア（2015年ディビジョン2、1位）

ディビジョン2
- タイ（2015年ディビジョン2、4位）
- アラブ首長国連邦（2015年ディビジョン2、2位）
- グアム（2015年ディビジョン3東地区、1位）
- ウズベキスタン（2015年ディビジョン3西地区、1位）

ディビジョン3東地区
- ラオス（2015年 2015年ディビジョン4）
- インドネシア（2015年ディビジョン3東地区、3位）

ディビジョン3東南地区
- ブルネイ（2015年 2015年ディビジョン4）
- カンボジア（2015年 2015年ディビジョン4） - 棄権

ディビジョン3中南地区
- インド（2015年ディビジョン3中地区、2位）
- パキスタン (2015年ディビジョン3中地区、棄権)
- キルギス (2015年ディビジョン4、棄権)

ディビジョン3中西地区
- レバノン（2015年ディビジョン3西地区、1位）
- イラン（2015年ディビジョン3西地区、2位）
- カタール（2015年 不参加）

ディビジョン3西地区
- ヨルダン（2015年ディビジョン3西地区、3位）
- サウジアラビア（2015年 不参加）
- UAEシャヒーン（2015年 不参加）
- シリア（2015年 不参加） - 棄権

## 成績

### トップ3
| 順位 | チーム   | 勝敗 | 勝敗 | 勝敗 | 勝敗 | 勝敗 | 得失点 | 得失点 | 得失点 | 得失点 | トライ数 | トライ数 | トライ数 | トライ数 | 勝点 | 出場権または降格 |
| 順位 | チーム   | 試   | 勝   | 分   | 負   | 点   | 得     | 失     | 差     | BP     | 得       | 失       | 差       | BP       | 勝点 | 出場権または降格 |
| ---- | -------- | ---- | ---- | ---- | ---- | ---- | ------ | ------ | ------ | ------ | -------- | -------- | -------- | -------- | ---- | ---------------- |
| 1    | 日本 (C) | 4    | 4    | 0    | 0    | 16   | 242    | 23     | 219    | 0      | 37       | 2        | 35       | 4        | 20   |                  |
| 2    | 香港     | 4    | 2    | 0    | 2    | 8    | 95     | 139    | -44    | 0      | 11       | 20       | -9       | 2        | 10   |                  |
| 3    | 韓国     | 4    | 0    | 0    | 4    | 0    | 45     | 220    | -175   | 1      | 6        | 32       | -26      | 1        | 2    | 入替戦に出場     |

### トップ3チャレンジ
|  | トップ3最下位 | x - x | ディビジョン1最上位 |  |
|  |               |       |                     |  |

### ディビジョン1
| 順位 | チーム           | 勝敗 | 勝敗 | 勝敗 | 勝敗 | 勝敗 | 得失点 | 得失点 | 得失点 | 得失点 | トライ数 | トライ数 | トライ数 | トライ数 | 勝点 | 出場権または降格        |
| 順位 | チーム           | 試   | 勝   | 分   | 負   | 点   | 得     | 失     | 差     | BP     | 得       | 失       | 差       | BP       | 勝点 | 出場権または降格        |
| ---- | ---------------- | ---- | ---- | ---- | ---- | ---- | ------ | ------ | ------ | ------ | -------- | -------- | -------- | -------- | ---- | ----------------------- |
| 1    | マレーシア       | 3    | 2    | 0    | 1    | 8    | 92     | 52     | 40     | 1      | 11       | 7        | 4        | 2        | 11   | トップ3チャレンジに進出 |
| 2    | スリランカ       | 3    | 2    | 0    | 1    | 8    | 75     | 80     | -5     | 0      | 9        | 9        | 0        | 1        | 9    |                         |
| 3    | フィリピン       | 3    | 1    | 0    | 2    | 4    | 60     | 63     | -3     | 2      | 9        | 6        | 3        | 1        | 7    |                         |
| 4    | シンガポール (R) | 3    | 1    | 0    | 2    | 4    | 65     | 97     | -32    | 0      | 6        | 13       | -7       | 0        | 4    | ディビジョン3に自動降格 |

### ディビジョン2
{{Round4-with third
```
 
 | 2016年5月18日 | 
 
タイ
 | 
25
 | 
 
グアム
 | 16
 
 | 2016年5月18日 | 
 
アラブ首長国連邦
 | 
65
 | 
 
ウズベキスタン
 | 13
 
 | 2016年5月21日 | 
 
タイ
 | 18 | 
 
アラブ首長国連邦
  | 
70

 
 | 2016年5月21日 | 
 
グアム
 | 
23
 | 
 
ウズベキスタン
  | 22
```

}}